# Звернення до наслідків
Звернення до наслідків, також відоме як argumentum ad consequentiam (лат. для "аргумент наслідку"), є аргумент, за допомогою якого робиться висновок, що гіпотеза (як правило, переконання) має бути або істинною, або хибною, залежно від того, чи призводить засновок до бажаних чи небажаних наслідків. Це ґрунтується на зверненні до емоцій і є різновидом неформальної помилки, оскільки бажаність наслідку передумови не робить засновок істинним. Більше того, категоризуючи наслідки як бажані чи небажані, такі аргументи за своєю суттю містять суб’єктивні точки зору.
У логіці апеляція до наслідків відноситься лише до аргументів, які підтверджують значення істинності висновку (істинно чи хибно) без урахування формального збереження істиності засновків; звернення до наслідків не стосується аргументів, які стосуються невідкладної бажаності засновку («добре чи погано», або «правильно чи неправильно») замість його значення істинності. Тому аргумент, заснований на апеляції до наслідків, є дійсним при прийнятті довгострокових рішень (де обговорюються можливості, яких ще не існує в сьогоденні) і абстрактній етиці, і насправді такі аргументи є наріжними каменями багатьох моральних теорій, зокрема, що стосується консеквенціалізму. Апеляцію до наслідків також не слід плутати з argumentum ad baculum, тобто наведенням "штучних" наслідків (тобто покарань), для того, щоб стверджувати, що дії є неправильними.

## Загальна форма
Аргумент, заснований на «апеляції до наслідків», зазвичай має одну з двох форм:

### Додатна форма
Якщо P, то відбудеться Q.
Q бажано.
Отже, P вірно.
Він тісно пов’язаний із прийняттям бажаного за дійсне у своїй конструкції.
Приклади
- «Ринки нерухомості продовжуватимуть зростати цього року: власники будинків користуються приростом капіталу».
- «Люди подорожуватимуть швидше за світло: подорожі швидше за світло були б корисними для космічних подорожей».

### Заперечна форма
Якщо P, то відбудеться Q.
Q небажано.
Отже, P є хибним.
Апеляція до сили (argumentum ad baculum) є особливим екземпляром цієї форми.
Ця форма дещо нагадує modus tollens, але є одночасно іншою та помилковою, оскільки «Q небажано» не еквівалентно «Q є хибним».
Приклад
«Якщо шість чоловіків переможуть, це означатиме, що поліція винна в лжесвідченні, що вона винна в насильстві та погрозах, що зізнання були вигадані та неналежним чином визнані доказами, а обвинувальний вирок був помилковим... Це такий жах. Видно, що кожна розумна людина в країні скаже, що не може бути правильним, щоб ці дії йшли далі» - лорд Деннінг у своєму судженні про Бірмінгемську шістку.

## По закону
У праві аргумент від незручності або argumentum ab inconvenienti є дійсним типом апеляції до наслідків. Такий аргумент має на меті показати, що запропонована дія матиме необґрунтовано незручні наслідки, як, наприклад, закон, який вимагатиме від особи, яка бажає позичити гроші під цінний папір, спочатку з’ясувати право власності позичальника на майно, звернувшись до кожного окремого суду в країні.